# Alan Mineiro
Alan Mineiro (sinh ngày 29 tháng 9 năm 1987) là một cầu thủ bóng đá người Brasil.

## Sự nghiệp câu lạc bộ
Alan Mineiro đã từng chơi cho Albirex Niigata.

## Thống kê câu lạc bộ

### J.League
| Đội             | Năm       | J.League | J.League | J.League Cup | J.League Cup | Tổng cộng | Tổng cộng |
| Đội             | Năm       | Trận     | Bàn      | Trận         | Bàn          | Trận      | Bàn       |
| --------------- | --------- | -------- | -------- | ------------ | ------------ | --------- | --------- |
| Albirex Niigata | 2012      | 22       | 3        | 3            | 1            | 25        | 4         |
| Tổng cộng       | Tổng cộng | 22       | 3        | 3            | 1            | 25        | 4         |